# Gyruss
Gyruss (ジャイラス?, Jairasu) è un videogioco arcade sparatutto di ambientazione spaziale ideato da Yoshiki Okamoto e prodotto da Konami nel 1983. Il gioco è stato distribuito dalla Centuri negli Stati Uniti.
È un gioco della tradizione di Space Invaders e Galaga, ovvero uno sparatutto a schermata fissa. La differenza principale consiste nel fatto che la nave guidata dal giocatore, anziché muoversi a sinistra e a destra, si sposta lungo una circonferenza immaginaria, mantenendo il cannone di prua sempre rivolto verso il centro dello schermo. Questa soluzione, adottata da pochissimi giochi (oltre a Gyruss si può citare Tempest), viene talvolta identificata con l'espressione tube shooter ("sparatutto cilindrico").

## Modalità di gioco
Il gioco è suddiviso in vari livelli: l'astronave pilotata dal giocatore deve percorrere un tragitto che va da Nettuno alla Terra.
La maggior parte dei nemici è costituita da altre astronavi, che devono essere tutte distrutte per completare un livello. I nemici compaiono dal centro o dai bordi dello schermo, seguendo poi traiettorie circolari, e possono distruggere la navicella del giocatore per contatto o colpendola con i loro proiettili. Viene reso l'effetto della profondità: i nemici e i proiettili appaiono più piccoli man mano che si avvicinano al centro dello schermo.
Dopo aver eseguito le traiettorie programmate, i nemici si riuniscono al centro dello schermo, da cui occasionalmente ripartono sparando verso il giocatore. La distruzione delle astronavi non è indispensabile, in quanto dopo un po' si allontaneranno una per una.
Il gioco prevede anche altri tipi di nemici: satelliti, asteroidi e cannoni laser. Questi elementi appaiono a intermittenza, e si allontanano autonomamente dopo alcuni secondi. In particolare:
- I satelliti appaiono in gruppi di tre di fronte al giocatore dopo che una formazione di navi avversarie ha completato l'ingresso e lo schieramento sullo schermo. I satelliti si muovono in piccoli cerchi, sparando verso il giocatore; la distruzione del satellite centrale consente al giocatore di acquisire armi più potenti. A causa della vicinanza dei satelliti alla nave del giocatore, e del breve tempo di permanenza sullo schermo, la loro distruzione è un compito non facile.
- Gli asteroidi appaiono a intervalli regolari al centro dello schermo e si dirigono verso l'esterno. L'effetto prospettico è dunque quello di corpi immobili verso cui il giocatore si dirige velocemente mentre naviga nel "tubo". Gli asteroidi puntano sempre alla destra o alla sinistra della navicella controllata dal giocatore; se questa rimane immobile, non può essere colpita. Questi ostacoli non possono essere distrutti, ma il gioco dispensa un piccolo bonus di punti per ogni colpo andato a segno.
- I cannoni laser hanno lo stesso comportamento di navigazione degli asteroidi. Essi consistono di due elementi che generano un fascio di raggi laser fra l'uno e l'altro. Se viene distrutto uno dei due generatori, il fascio laser scompare. Il contatto con i generatori o con il fascio laser distrugge la navicella del giocatore.

Il gioco comincia a «due salti warp da Nettuno» («two warps from Neptune»). Ogni volta che viene completato un livello, il giocatore si avvicina di un salto all'obiettivo. Ogni volta che si raggiunge un pianeta, il gioco mostra un'animazione della nave del giocatore che si avvicina al pianeta stesso, la quale è seguita da un round bonus dove l'astronave non può essere distrutta, e ci si può quindi concentrare sull'attacco per accumulare il maggior numero possibile di punti e di bonus. Dopo aver raggiunto Nettuno, ci si trova a tre salti da Urano, e si prosegue così attraverso il Sistema Solare fino alla Terra, sempre con tre salti warp fra un pianeta e il successivo. Dopo aver completato il round bonus della Terra, il giocatore si trova a «tre salti warp da Nettuno» (un quadro molto veloce), e da lì il gioco riprende dall'inizio.
Nella versione per Nintendo NES, il meccanismo di gioco è analogo, ma c'è un "boss di fine livello" prima di ogni pianeta (e prima dunque del rispettivo livello bonus), ed è inoltre presente una serie di livelli addizionali, da «tre salti warp dal Sole» fino al Sole stesso, che è protetto da un ulteriore boss di fine livello. Raggiunto il Sole, il gioco riprende dall'inizio.

## Colonna sonora
Il tema musicale del gioco è ispirato alla Toccata e fuga in re minore di Bach, nella versione rock arrangiata dagli Sky. Gyruss ha il merito di essere il primo gioco arcade ad usare il suono stereofonico.

## Versioni
Gyruss è stato un gioco molto popolare nelle sale giochi, ed è stato portato su vari home computer e console, fra cui l'Atari 2600, l'Atari 5200, il Commodore 64 e la Colecovision. Un port successivo per NES comprende qualche modifica, e una riproduzione fedele della versione sala giochi è compresa in Konami Arcade Classics per la PlayStation, nonché in Konami Collector Series: Arcade Advanced per il Game Boy Advance.